# موسع عجاني
الموسع العجاني هو جهازٌ يُشبه البالون قابلٌ للنفخ، يُستحدم في بعض الأحيان للقيام بدور المهبل عند النساء اللاتي يُعانين من رتق المهبل (بسبب عدم اكتمال نموه أو بسبب تشنج في عضلة المهبل) . يتم إدخال هذا الموسع، الذي يُصنع عادة من مادة السيليكون، في المهبل ويتم نفخه.